# Jean Martinelli
Pour les articles homonymes, voir Martinelli.
Jean Siegfried Martinet dit Jean Martinelli, né le 15 août 1909 dans le 18e arrondissement de Paris et mort le 13 mars 1983 dans 13e arrondissement de Paris, est un acteur français. Il fut surtout actif au théâtre, à la télévision et même au doublage.

## Biographie

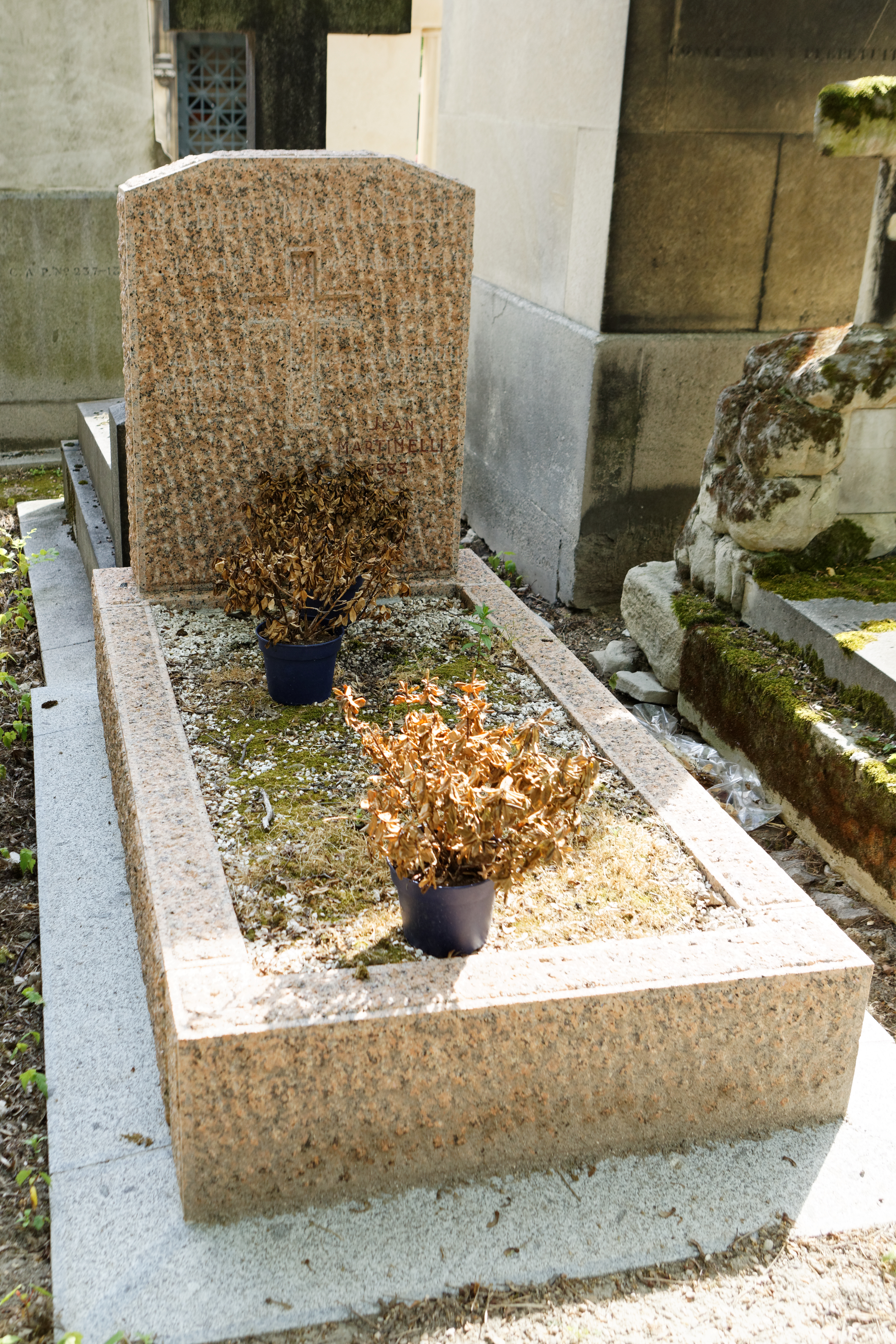
Tombe au cimetière du Père-Lachaise.

Fils de la célèbre chanteuse d'opéra Germaine Martinelli, il a connu le succès surtout au théâtre, où il est pensionnaire, puis sociétaire de la Comédie-Française de 1930 à 1950, mais aussi dans des dramatiques télévisées. Au cinéma, il est notamment apparu dans La Main au collet d'Alfred Hitchcock. Il a également eu l'occasion de faire beaucoup de doublages, prêtant sa voix douce et grave à bon nombre d'acteurs tels John Wayne, Gary Cooper, Burt Lancaster ou encore Raymond Burr mais aussi à des personnages d'animation, entre autres Shere Khan ainsi que le colonel Hathi dans Le Livre de la jungle. Mais il est resté, plus particulièrement chez les enfants, la voix du célèbre Nounours dans Bonne nuit les petits (en remplacement de Georges Aubert).

### Vie privée
Jean Martinelli a été marié à la comédienne Monique Mélinand de 1952 à 1964 avec qui il a eu une fille, Agathe. Il a épousé ensuite l'actrice Nadine Basile, de 22 ans sa cadette.

### Mort
Jean Martinelli est emporté par un cancer à l'hôpital Henry Ey, dans le 13e arrondissement, à l'âge de 73 ans. Il est inhumé au cimetière du Père-Lachaise à Paris (16e division).

## Théâtre
- 1929 : Le Marchand de Paris d'Edmond Fleg, Comédie-Française
- 1931 : La Belle Aventure de Gaston Arman de Caillavet, Robert de Flers et Étienne Rey, Comédie-Française
- 1933 : La Tragédie de Coriolan de William Shakespeare, mise en scène Émile Fabre, Comédie-Française
- 1933 : Adam et Ève de Sacha Guitry, mise en scène Sacha Guitry, Comédie-Française
- 1934 : La Couronne de carton de Jean Sarment, Comédie-Française
- 1934 : Martine de Jean-Jacques Bernard, mise en scène Émile Fabre, Comédie-Française
- 1936 : Le Voyage à Biarritz de Jean Sarment, mise en scène de l'auteur, Comédie-Française
- 1936 : La Rabouilleuse d'Émile Fabre d'après Honoré de Balzac, mise en scène Émile Fabre, Comédie-Française
- 1937 : Chacun sa vérité de Luigi Pirandello, mise en scène Charles Dullin, Comédie-Française
- 1937 : L'Illusion comique de Pierre Corneille, mise en scène Louis Jouvet, Comédie-Française
- 1937 : Les affaires sont les affaires d'Octave Mirbeau, mise en scène Fernand Ledoux, Comédie-Française
- 1937 : Asmodée de François Mauriac, mise en scène Jacques Copeau, Comédie-Française
- 1938 : Madame Sans-Gêne de Victorien Sardou et Émile Moreau, Comédie-Française
- 1938 : Le Menteur de Corneille, mise en scène Marcel Dessonnes, Comédie-Française
- 1938 : La Comtesse d'Escarbagnas de Molière, Comédie-Française
- 1938 : Un chapeau de paille d'Italie d'Eugène Labiche et Marc-Michel, mise en scène Gaston Baty, Comédie-Française
- 1938 : Tricolore de Pierre Lestringuez, mise en scène Louis Jouvet, Comédie-Française
- 1938 : La Dispute de Marivaux, mise en scène Jean Martinelli, Comédie-Française
- 1938 : Cyrano de Bergerac d'Edmond Rostand, mise en scène Pierre Dux, Comédie-Française
- 1939 : Le Jeu de l'amour et du hasard de Marivaux, mise en scène Maurice Escande, Comédie-Française
- 1941 : Lucrèce Borgia de Victor Hugo, mise en scène Émile Fabre, Comédie-Française
- 1942 : Hamlet de William Shakespeare, mise en scène Charles Granval, Comédie-Française
- 1942 : Le Cheval arabe de Julien Luchaire, mise en scène Jean Debucourt, Comédie-Française
- 1943 : Le Soulier de satin de Paul Claudel, mise en scène Jean-Louis Barrault, Comédie-Française
- 1943 : Les Fausses Confidences de Marivaux, mise en scène Maurice Escande, Comédie-Française
- 1944 : Le Bourgeois gentilhomme de Molière, mise en scène Pierre Bertin, Comédie-Française
- 1944 : La Seconde Surprise de l'amour de Marivaux, mise en scène Pierre Bertin, Comédie-Française
- 1945 : Antoine et Cléopâtre de William Shakespeare, mise en scène Jean-Louis Barrault, Comédie-Française
- 1946 : Le Mariage de Figaro de Beaumarchais, mise en scène Jean Meyer, Comédie-Française
- 1946 : Un caprice d'Alfred de Musset, mise en scène Maurice Escande, Comédie-Française
- 1947 : Asmodée de François Mauriac, mise en scène Jacques Copeau, Comédie-Française
- 1947 : Quitte pour la peur d'Alfred de Vigny, Comédie-Française
- 1947 : Ruy Blas de Victor Hugo, mise en scène Pierre Dux, Comédie-Française
- 1950 : La Belle Aventure de Gaston Arman de Caillavet, Robert de Flers et Étienne Rey, mise en scène Jean Debucourt, Comédie-Française
- 1951 : Le Roi de la fête de Claude-André Puget, mise en scène Claude Sainval, Comédie des Champs-Élysées
- 1952 : La Tête des autres de Marcel Aymé, mise en scène André Barsacq, Théâtre de l'Atelier
- 1953 : Crime parfait de Frederick Knott, mise en scène Georges Vitaly, Théâtre des Ambassadeurs
- 1954 : Crime parfait de Frederick Knott, mise en scène Georges Vitaly, théâtre de l'Ambigu, Théâtre des Célestins
- 1955 : Quatuor de Noël Coward, adaptation Paul Géraldy, mise en scène Pierre Dux, théâtre des Capucines
- 1955 : Pour Lucrèce de Jean Giraudoux, mise en scène Jean-Louis Barrault, Théâtre des Célestins
- 1956 : Appelez-moi Maître ou Tamara de Gabriel Arout et Renée Arout, mise en scène Jacques Charon, Théâtre des Ambassadeurs
- 1956 : Comme avant, mieux qu'avant de Luigi Pirandello, mise en scène Jean Négroni, Théâtre de Paris
- 1956 : Pauvre Bitos ou le Dîner de têtes de Jean Anouilh, mise en scène de l'auteur et Roland Piétri, Théâtre Montparnasse
- 1958 : Ardèle ou la Marguerite de Jean Anouilh, mise en scène Roland Piétri, Comédie des Champs-Élysées
- 1959 : La Copie de Madame Aupic d'après Gian-Carlo Menotti, adaptation Albert Husson, mise en scène Daniel Ceccaldi, Théâtre Fontaine
- 1960 : Les Trois Sœurs d'Anton Tchekhov, mise en scène Sacha Pitoëff, Théâtre de l'Alliance française
- 1961 : La Rouille de Carlos Semprún, mise en scène Jean-Marie Serreau, Théâtre de l'Alliance française
- 1962 : Rien pour rien de Charles Maitre, mise en scène Raymond Gérôme, Théâtre de l'Athénée
- 1962 : Les Témoins de Georges Soria, mise en scène Roger Mollien, Théâtre du Vieux-Colombier
- 1963 : La Tempête de William Shakespeare, mise en scène Jacques Mauclair, Théâtre de l'Alliance française
- 1963 : Les Enfants du soleil de Maxime Gorki, mise en scène Georges Wilson, TNP Théâtre de Chaillot : Boris Nikolaievitch Techepornoi
- 1964 : Zoo de Vercors, mise en scène Jean Deschamps, TNP Théâtre de Chaillot
- 1964 : Luther de John Osborne, mise en scène Georges Wilson, Festival d'Avignon
- 1964 : Lorsque l'enfant paraît d’André Roussin, mise en scène Jacques Mauclair, Théâtre des Nouveautés
- 1964 : Marie Stuart de Friedrich von Schiller, mise en scène Georges Vitaly, Festival des nuits de Bourgogne
- 1965 : Luther de John Osborne, mise en scène Georges Wilson, TNP Théâtre de Chaillot
- 1965 : Hamlet de William Shakespeare, mise en scène Georges Wilson, TNP Théâtre de Chaillot, Festival d'Avignon
- 1965 : L'Illusion comique de Pierre Corneille, mise en scène Georges Wilson, Festival d'Avignon
- 1965 : Les Troyennes d'Euripide, adaptation Jean-Paul Sartre, mise en scène Michael Cacoyannis, TNP Théâtre de Chaillot, Festival d'Avignon
- 1965 : Saint-Euloge de Cordoue de Maurice Clavel, mise en scène Bernard Jenny, Théâtre du Vieux-Colombier
- 1966 : Les Troyennes d'Euripide, adaptation Jean-Paul Sartre, mise en scène Michael Cacoyannis, Festival d'Avignon
- 1967 : Partage de midi de Paul Claudel, mise en scène Jean-Louis Barrault, Théâtre des Célestins
- 1967 : Dom Juan de Molière, mise en scène Georges Descrières, Festival de Bellac
- 1967 : Pauvre Bitos ou le Dîner de têtes de Jean Anouilh, mise en scène de l'auteur et Roland Piétri, Théâtre de Paris
- 1967 : L'Alouette de Jean Anouilh, mise en scène Jean Anouilh et Roland Piétri, Théâtre de Paris
- 1973 : Seul le poisson rouge est au courant de Jean Barbier et Dominique Nohain, mise en scène Dominique Nohain, Théâtre Charles de Rochefort
- 1975 : Napoléon III à la barre de l'histoire d'André Castelot, mise en scène Jean-Laurent Cochet, Théâtre du Palais Royal
- 1976 : Gilles de Rais de Roger Planchon, mise en scène de l'auteur, TNP Villeurbanne
- 1977 : Gilles de Rais de Roger Planchon, mise en scène de l'auteur, Théâtre national de Chaillot

## Filmographie

### Cinéma
- 1933 : L'Abbé Constantin de Jean-Paul Paulin : Jean Reynaud
- 1933 : Tout pour l'amour de Joe May et Henri-Georges Clouzot : Théo
- 1933 : Les Deux Orphelines de Maurice Tourneur : Roger de Vaudray
- 1936 : Blanchette de Pierre Caron : Georges Galoux
- 1936 : La Dernière Valse de Léo Mittler : le comte Dimitri
- 1936 : La Loupiote de Jean Kemm et Jean-Louis Bouquet : Jacques Cernay
- 1938 : La Goualeuse de Fernand Rivers : Pierre Duchemin
- 1948 : La Danseuse rouge de Jean-Paul Paulin : Frantz
- 1949 : Dernière Heure, édition spéciale de Maurice de Canonge : l'avocat
- 1950 : Menace de mort de Raymond Leboursier : André Garnier
- 1950 : Le Furet de Raymond Leboursier : Moncey
- 1951 : La vie est un jeu de Raymond Leboursier
- 1953 : Les Trois Mousquetaires d'André Hunebelle : Athos
- 1953 : Belle Mentalité ! d'André Berthomieu : Jacques de Fleury
- 1954 : Le Rouge et le Noir de Claude Autant-Lara : M. de Rénal
- 1955 : La Madelon de Jean Boyer
- 1955 : La Main au collet (To Catch a Thief) d'Alfred Hitchcock : Foussard
- 1956 : Si Paris nous était conté de Sacha Guitry : Henri IV
- 1956 : Club de femmes de Ralph Habib
- 1957 : Police judiciaire de Maurice de Canonge
- 1961 : Le Comte de Monte-Cristo de Claude Autant-Lara : Vidocq
- 1961 : Le Président d'Henri Verneuil : un ministre
- 1962 : Le bonheur est pour demain d'Henri Fabiani
- 1962 : Le Gentleman d'Epsom de Gilles Grangier : Hubert
- 1965 : Humour noir (Umorismo nero), film à sketches, épisode La Bestiole de Claude Autant-Lara
- 1965 : Au large du désert, court métrage d'Henri Fabiani : voix
- 1966 : Soleil noir de Denys de La Patellière : le curé
- 1972 : Jeux pour couples infidèles de Jean Desvilles : le PDG
- 1972 : Tout le monde il est beau, tout le monde il est gentil de Jean Yanne : le premier président
- 1973 : Les Anges de Jean Desvilles
- 1975 : La Bête de Walerian Borowczyk
- 1977 : Gloria de Claude Autant-Lara : le grand-père
- 1979 : Les Héroïnes du mal de Walerian Borowczyk : Pope

### Télévision
- 1958 : En votre âme et conscience, épisode : L'Affaire Verkammen de Jean Prat : un juge
- 1960 : Un beau dimanche de septembre de Marcel Cravenne : le conseiller Norburi
- 1965 : Marie Curie - Une certaine jeune fille, téléfilm de Pierre Badel : Mr Zidier
- 1967 : Le Chevalier Tempête : Comte de Sospel
- 1970 : Au théâtre ce soir : Et l'enfer Isabelle ? de Jacques Deval, mise en scène Jacques Mauclair, réalisation Pierre Sabbagh, Théâtre Marigny : Cauchoy
- 1973 : Lucien Leuwen, téléfilm de Claude Autant-Lara : M. Leuwen père
- 1973 : L'Hiver d'un gentilhomme de Yannick Andréi : Le marquis de Bermond
- 1974 : Au théâtre ce soir : Nick Carter détective de Jean Marcillac, mise en scène René Clermont, réalisation Georges Folgoas, Théâtre Marigny
- 1974 : Au théâtre ce soir : Le Procès de Mary Dugan de Bayard Veiller, mise en scène André Villiers, réalisation Georges Folgoas, Théâtre Marigny
- 1975 : Salvator et les Mohicans de Paris (d'Alexandre Dumas), de Bernard Borderie : Roi Louis-Philippe
- 1975 : Trente ans ou La vie d'un joueur : M. de Germany
- 1975 : Les Rosenberg ne doivent pas mourir : Me Rank
- 1975 : Messieurs les Jurés "L'Affaire Taillette" de Michel Genoux : l'Avocat Général
- 1976 : Ces beaux messieurs de Bois-Doré : M. de Beuvre
- 1976 : La Vérité tient à un fil : Le procureur
- 1976 : Milady : Béguier de La Digue
- 1977 : Au théâtre ce soir : Caterina de Félicien Marceau, mise en scène René Clermont, réalisation Pierre Sabbagh, Théâtre Marigny
- 1977 : D'Artagnan amoureux, mini-série de Yannick Andreï : le pape Urbain VIII
- 1977 : Vaincre à Olympie de Michel Subiela : Eukheiros
- 1977 : D'Artagnan amoureux : Pape Urbain VIII
- 1977 : Un crime de notre temps
- 1977 : La Famille Cigale : Sévère Damien-Lacour
- 1978 : La Ronde de nuit : Constantin Huyghens
- 1978 : Le Retour de Jean
- 1978 : Les Hommes de Rose, feuilleton télévisé de Maurice Cloche : Le marquis Aurélien de la Pleyssardière
- 1978 : Les Amours sous la Révolution : La passion de Camille et Lucile Desmoulins : Duplessis, père de Lucile
- 1979 : Un juge, un flic de Denys de La Patellière, seconde saison (1979), épisode : Une preuve de trop
- 1979 : Joséphine ou la comédie des ambitions : Le marquis de Beauharnais
- 1979 : L'Éclaircie : Quesnay
- 1980 : Julien Fontanes, magistrat - épisode : Les mauvais chiens de Guy Lefranc
- 1980 : Mathieu, Gaston, Peluche : Lenfant, le vétérinaire
- 1980 : Le secret de Valincourt d'Emmanuel Fonlladosa, série La vie des autres
- 1980 : Le Curé de Tours : Le député marquis de Listomère
- 1981 : La Guerre des chaussettes de Maurice Cloche
- 1981 : Antoine et Julie : L'homme à la rosette
- 1981 : Staline est mort d'Yves Ciampi : Staline
- 1981 : Nana : Chouart
- 1981 : Blanc, bleu, rouge
- 1981 : Histoire du film annonce de Moïse Maatouk : commentaire
- 1982 : L'Amour s'invente  : Mauricet
- 1983 : Le Crime de Pierre Lacaze  : Le père de Colette Ribert

## Doublage

### Films
- Gary Cooper dans :
  - Horizons en flammes (1949) : Jonathan L. Scott
  - Dallas, ville frontière (1950) : Blayde Hollister
  - La Mission du commandant Lex (1952) : Commandant Lex Kearney
  - Le train sifflera trois fois (1952) : Shérif Will Kane
  - Le Souffle sauvage (1953) : Jeff Dawson
  - Retour au Paradis (1953) : M. Morgan
  - Vera Cruz (1954) : Benjamin Trane
  - Le jardin du diable (1954) : Hooker
  - L'Homme de l'Ouest (1958) : Link Jones
  - 10, rue Frederick (1958) : Joseph B. « Joe » Chapin
  - La Lame nue (1961) : George Radcliffe

- Burt Lancaster dans :
  - L'Homme aux abois (1947) : Frankie Madison
  - Raccrochez, c'est une erreur (1948) : Henry J. Stevenson
  - La Corde de sable (1949) : Mike Davis
  - La Vallée de la vengeance (1951) : Owen Daybright
  - La Rose tatouée (1955) : Alvaro Mangiacavallo
  - Le Faiseur de pluie (1956) : Bill Starbuck / Bill Smith / Bill Harley / Tornado Johnson
  - Règlements de comptes à OK Corral (1957) : Wyatt Earp
  - Le Guépard (1963) : Prince Fabrizio Corbera de Salina
  - Sept jours en mai (1964) : Général James Mattoon Scott

- William Holden dans :
  - La Colline de l'adieu (1955) : Mark Elliot
  - Les Cavaliers (1959) : Major Henry « Hank » Kendall
  - Le Lion (1962) : Robert Hayward
  - La Septième Aube (1964) : Major Ferris
  - La Tour infernale (1974) : Jim Duncan (1er doublage)
  - Damien : La Malédiction 2 (1978) : Richard Thorn
  - Ashanti (1979) : Jim Sandell

- Gary Merrill dans :
  - Un homme de fer (1949) : Col. Keith Davenport
  - Ève (1950) : Bill Sampson
  - Mon séducteur de père (1961) : James « Jim » Dougherty
  - L'Ombre d'un géant (1966) : le chef d'État-major du Pentagone

- Robert Ryan dans :
  - Cote 465 (1957) : Lieutenant Mark Benson
  - Le Petit Arpent du bon Dieu (1958) : Ty Ty Walden
  - Le Capitaine Nemo et la ville sous-marine (1969) : Capitaine Nemo
  - Échec à l'organisation (1973) : Mailer

- Brian Keith dans :
  - Calloway le trappeur (1965) : Cam Calloway
  - Sur la piste de la grande caravane (1965) : Frank Wallingham
  - Les Russes arrivent (1966) : le chef de la Police Link Mattocks
  - L'Évasion du capitaine Schlütter (1970) : Capitaine Jack Connor

- John Wayne dans :
  - Première Victoire (1965) : Capitaine Rockwell W. « Rock » Torrey
  - Les Quatre Fils de Katie Elder (1965) : John Elder
  - Cent dollars pour un shérif (1969) : Rooster Cogburn
  - Une bible et un fusil (1975) : Rooster Cogburn

- Oscar Levant dans :
  - Entrons dans la danse (1949) : Ezra Miller
  - Un Américain à Paris (1951) : Adam Cook
  - Tous en scène (1953) : Ted / Lester Marton

- Joel McCrea dans :
  - La Fille du désert (1949) : Wes McQueen
  - Violence dans la vallée (1957) : Ned Bannon
  - Le Shérif aux mains rouges (1959) : Bat Masterson

- Lyle Bettger dans :
  - Chaînes du destin (1950) : Steven « Steve » Morley
  - Sous le plus grand chapiteau du monde (1952) : Klauss le dompteur
  - Toute la ville est coupable (1966) : le maire Jess Yates

- George Raft dans :
  - Le Tour du monde en quatre-vingts jours (1956) : le patron du Saloon
  - Certains l’aiment chaud (1959) : « Spats » Colombo
  - Le Tombeur de ces dames (1961) : Lui-même

- Lee J. Cobb dans :
  - Dans la souricière (1959) : Victor Massonetti
  - La Mafia fait la loi (1968) : Don Mariano Arena
  - Les Hommes de Las Vegas (1968) : Steve Skorsky

- John Carradine dans :
  - La Dernière Fanfare (1958) : Amos Force
  - Tout ce que vous avez toujours voulu savoir sur le sexe sans jamais oser le demander (1972) : le Dr Bernardo
  - Spectre (1980) : le Dr Warren

- Laird Cregar dans :
  - Arènes sanglantes (1941)[4] : Natalio Curro
  - Le Cygne noir (1942)[4] : Capitaine Sir Henry Morgan (1er doublage)

Mais aussi :
- Walter Pidgeon dans :
  - Qu'elle était verte ma vallée (1941)[5] : M. Gruffydd
  - Odyssée sous la mer (1973) : Dr Samuel Andrews
- Joseph Cotten dans :
  - Les Amants de Capri (1948) : David Lawrence
  - Les Amants du Capricorne (1949) : Sam Flusky
- Guy Rolfe dans :
  - Ivanhoe (1952) : le prince Jean
  - La Reine vierge (1953) : Ned Seymour
- Randolph Scott dans :
  - Les Conquérants de Carson City (1952) : Silent Jeff Kincaid
  - La Taverne des révoltés (1953) : Major Ransome Callicut / Rick Bryce
- Humphrey Bogart dans :
  - La Comtesse aux pieds nus (1954) : Harry Dawes
  - Ouragan sur le caine (1954) : Lieutenant-Commander Philip Francis Queeg
- Scott Brady dans :
  - La Diligence partira à l'aube (1964) : Sam Swope
  - Les Éperons noirs (1965) : le révérend Tanner
- Peter Cushing dans :
  - Dr. Who et les Daleks (1965) : le docteur
  - Les Daleks envahissent la Terre (1966) : le docteur
- John Randolph dans :
  - Les Évadés de la planète des singes (1971) : le président du comité
  - La Conquête de la planète des singes (1972) : le président du comité (extrait vidéo)
- 1935[6] : Capitaine Blood : Don Diego (Pedro de Cordoba)
- 1940[7] : Le Dictateur : Mr. Jaeckel (Maurice Moscovitch)
- 1940 : Le Signe de Zorro : Capitaine Esteban Pasquale (Basil Rathbone)
- 1947 : Ambre : Rex Morgan (Glenn Langan)
- 1948 : Les Trois Mousquetaires : le duc de Buckingham (John Sutton)
- 1948 : Jusqu'à ce que mort s'ensuive : Philip Thorn (Stewart Granger)
- 1948 : La Cité sans voiles : le narrateur (Mark Hellinger)
- 1951 : Une place au soleil : Procureur Marlowe (Raymond Burr)
- 1951 : Le Gouffre aux chimères : Nagel (Richard Gaines)
- 1951 : On murmure dans la ville : Dr Noah Praetorius (Cary Grant)
- 1951 : Histoire de détective : l'avocat Endicott Sims (Warner Anderson)
- 1952 : La Furie du désir : Dr Saul Manfred / Louis (Barney Phillips)
- 1952 : Viva Zapata : Emiliano Zapata (Marlon Brando)
- 1952 : L'Heure de la vengeance : le marshal William Henderson (William Bishop)
- 1952 : Les Ensorcelés : Syd Murphy, le chef de publicité (Paul Stewart)
- 1952 : Salomé : l'empereur Tibère (Cedric Hardwicke)
- 1952 : Aveux spontanés : Nicholas Strang (George Sanders)
- 1952 : Mes six forçats : Pasqualo Punch Pinero (Gilbert Roland)
- 1953 : La Guerre des mondes : Dr Clayton Forrester (Gene Barry)
- 1953 : Jules César : Cassius (John Gielgud)
- 1953 : La Tunique : Demetrius (Victor Mature)
- 1953 : Les Rats du désert : Marsh[Qui ?]
- 1954 : Vingt mille lieues sous les mers : John Howard (Carleton Young)
- 1955 : Le Souffle de la violence : Lew Wilkison (Edward G. Robinson)
- 1956 : Alexandre le grand : Philippe II de Macédoine (Frederic March)
- 1956 : Attaque : Lieutenant-colonel Clyde Bartlett (Lee Marvin)
- 1956 : Bandido caballero : Kennedy (Zachary Scott)
- 1956 : Comanche : Jim Read (Dana Andrews)
- 1957 : Témoin à charge : Mayhew (Henry Daniell)
- 1957 : Un roi à New York : le directeur du FBI[Qui ?]
- 1957 : Jicop le proscrit : King Fisher (Neville Brand)
- 1958 : L'Auberge du sixième bonheur : capitaine Lin Nan (Curd Jürgens)
- 1958 : Les Racines du ciel : le commandant Johnny Forsythe (Errol Flynn)
- 1959 : La Plus Grande Aventure de Tarzan : O’bannion (Sean Connery)
- 1959 : Ne tirez pas sur le bandit : Jesse James (Wendell Corey)
- 1960 : Les Nuits de Raspoutine : Raspoutine (Edmund Purdom)
- 1960 : Alamo : Général Sam Houston (Richard Boone)
- 1961 : West Side Story : le lieutenant Schrank (Simon Oakland)
- 1961 : Barabbas : le sénateur Rufius (Norman Wooland)
- 1961 : Les Titans : Jupiter
- 1961 : Maciste contre le fantôme : Kobrak
- 1962 : Cléopâtre, une reine pour César : (Ennio Balbo)
- 1962 : Le Jour le plus long : Brigadier Général Theodore Roosevelt Jr. (Henry Fonda)
- 1962 : Zorro le vengeur : (Jose Marco Davo)
- 1963 : Hercule, Samson et Ulysse : Seren (Aldo Giuffré)
- 1963 : Sémiramis, déesse de l'Orient : le grand prêtre[Qui ?]
- 1963 : La Revanche du Sicilien : Lennart Crandall (Brad Dexter)
- 1963 : Le Procès des doges : Consigliere Garzone (Gastone Moschin)
- 1963 : La Poupée diabolique : Bob Garrett (Alan Gifford)
- 1964 : Les Pirates de la Malaisie : Kamammuri (Alessandro Barrera Dakar)
- 1964 : Pour une poignée de dollars : Silvanito, le tavernier (José Calvo)
- 1964 : Les Cavaliers rouges : Joe Burker (Mirko Ellis)
- 1964 : La Terreur des Kirghiz : le prince Zereteli (Furio Meniconi)
- 1964 : Deux copines, un séducteur : Frank Boyd (Tom Bosley)
- 1965 : Le Docteur Jivago : le médecin professeur (Geoffrey Keen)
- 1965 : Un pistolet pour Ringo : Sancho (Fernando Sancho)
- 1965 : La Plus Grande Histoire jamais contée : le général Varus (Harold J. Stone)
- 1965 : Les Exploits d'Ali Baba : le vieux Baba (Frank DeKova)
- 1966 : La Bible : la voix de Dieu
- 1966 : New York appelle Superdragon : Fernand Lamas (Carlo D'Angelo)
- 1966 : Les Professionnels : M. Grant (Ralph Bellamy)
- 1966 : 4 dollars de vengeance : Colonel Jackson (Antonio Casas)
- 1966 : La Planque : Sir John, le commissaire (James Robertson Justice)
- 1967 : Opération frère cadet : Alpha (Anthony Dawson)
- 1967 : Bonnie et Clyde : Frank Hamer (Denver Pyle)
- 1967 : L'Extravagant Docteur Dolittle : le général Braillard (Peter Bull)
- 1968 : L'Étrangleur de Boston : le docteur Nagy (Austin Willis)
- 1968 : La Planète des singes : Dr Zaius, ministre de la Science (Maurice Evans)
- 1968 : Caroline chérie : le comte de Bièvre (Vittorio De Sica)
- 1968 : La Femme en ciment : Al Munger (Martin Gabel)
- 1970 : Les Canons de Cordoba : John J. Pershing (John Russell)
- 1970 : Appelez-moi Monsieur Tibbs : le capitaine Marden (Jeff Corey)
- 1970 : Le Maître des îles : Houghton (Harry Townes)
- 1970 : Waterloo : le général baron Van Müffling (John Savident (en))
- 1971 : Malpertuis : Cassave (Orson Welles)
- 1971 : French Connection : Joel Weinstock (Harold Gary)
- 1971 : Le Mystère Andromède : le sénateur McKenzie (David McLean)
- 1971 : La Cane aux œufs d'or : Rutledge (James Gregory)
- 1971 : Police Magnum : Algate (José Maria Caffarel)
- 1972 : Les Nouveaux Exploits de Shaft : Capitaine Bollin (Julius Harris)
- 1972 : L'Apache : Henry, l'aveugle (William Carsterns)
- 1973 : La Bataille de la planète des singes : le législateur (John Huston)
- 1973 : Jonathan Livingston le goéland : l'ainé de la tribu (Hal Holbrook)
- 1973 : Serpico : le commissaire Kellogg (John McQuade)
- 1973 : Papillon : le juge dans le rêve de Papillon[Qui ?]
- 1973 : Pat Garrett et Billy le Kid : le shérif Colin Baker (Slim Pickens)
- 1973 : Le Cercle noir : commissaire (Byron Morrow)
- 1974 : Le Nouvel Amour de Coccinelle (Herbie Rides Again) de Robert Stevenson : Mr. Johnson, le rancher (John McIntire)
- 1974 : Sugarland Express : le capitaine Harlin Tanner (Ben Johnson)
- 1974 : Dix petits nègres : le général Selby (Adolfo Celi)
- 1974 : Top Secret : le général Golitsyn (Oscar Homolka)
- 1974 : Lucky Luciano : le commissaire Harry J. Anslinger (Edmond O'Brien)
- 1974 : Contre une poignée de diamants : Heppenstal (John Harvey)
- 1976 : Network : Main basse sur la télévision : le narrateur (Lee Richardson)
- 1976 : Cadavres exquis : le chef de la Police (Tino Carraro)
- 1977 : On m'appelle Dollars : le colonel Clayton T. Winkle (Chill Wills)
- 1978 : Le Privé de ces dames : James LaBarbaque (John Houseman)

### Animation
- 1966 : Comment le Grinch a volé Noël ! : le Grinch (le Grincheux en VF) / le narrateur (voix originale : Boris Karloff)
- 1967 : Le Livre de la Jungle : Shere Khan[8] / Colonel Hathi[9]
- 1973 : Robin des Bois : le roi Richard, un lion[10]
- 1976 : Les Douze Travaux d'Astérix : Jules César / Jupiter
- 1977 : Le Diabolique : Carl Garnis[11]
- 1981 : Métal hurlant : le Loc-Nar[12]
- 1982 : Brisby et le Secret de NIMH : Nicodemus[13]

### Télévision
- 1966 à 1968 : Batman : Mr Freeze (George Sanders)
- 1967 à 1975 : L'Homme de fer : Robert T. Dacier (Raymond Burr) (Doublage partagé avec Jacques Berthier)
- 1974 : La Planète des singes : le conseiller Zaius (Booth Colman)
- 1976 : Sherlock Holmes à New York : Professeur Moriarty (John Huston)
- 1976 : Moi Claude empereur : Marcus Agrippa (John Paul)
- 1977 : Jésus de Nazareth : Siméon (Ralph Richardson)
- 1977 : Racines : le juge Reynolds (Lorne Greene)
- 1981 : Le Mystérieux de Sea Jade : Sea Jade (William Holden)

#### Série animée
- 1963 à 1973 : Bonne nuit les petits : Nounours (2e voix)